# أكاتيس
أكاتيس (بالإنجليزية: Achates)‏ هو الصديق والرفيق المخلص لإينياس Aeneas. وفي الأساطير اليونانية والرومانية هو اسم لشخصية أخرى صقلي جاء إلى أريستوس من أجل الانضمام إلى ديونيسوس في حملته الهندية.